# Germi (città)
Germi (in persiano: گرمی‎) è una città della provincia di Ardabil in Iran. 
Le sue origini sono antiche, fu fondata probabilmente durante l'impero partico.
Si trova su di un altopiano (la zona di Moghan) ed è un importante centro agricolo.